# Tishtrya
Tishtrya (idioma avéstico: 𐬙𐬌𐬱𐬙𐬭𐬌𐬌𐬀, avéstico romanizado: Tištriia; persa: تیر, romanizado: Tir) es el nombre avéstico de una divinidad benévola zoroastra relacionada con la lluvia y fertilidad. Tishtrya es Tir en persa medio y moderno. Debido a los contextos en que Tishtrya aparece en los textos del Avesta, esta divinidad es casi definitivamente de origen indoiranio. Tir está relacionado con la estrella Sirio, llamado Tishtar en persa moderno.

## Historia
En el himno del Avesta incorporado por Ferdousí en el Shāhnāmé, Tishtrya está involucrado en una lucha cósmica contra el demonio Apaosha que lleva sequía. Según el mito, el dios batalló en la forma de un caballo de blanco puro contra el demonio que, en contraste, había asumido la forma de un caballo negro terrorífico. Apaosha pronto sacó ventaja sobre Tishtrya que estaba debilitado por una falta de oraciones de la humanidad. La Yazata recurrió al creador, Ahura Mazda que intervino para ofrecer un sacrificio al dios abrumado. Infundido por el poder de este sacrificio, Tishtrya pudo vencer a Apaosha y sus lluvias pudieron fluir sobre campos y pasturas no disminuidas por la sequía. Este cuento sirve para subrayar la importancia de las ofrendas votivas y sacrificio en la tradición religiosa. 
En el calendario zoroastro, el decimotercer día del mes y el cuarto mes del año son dedicados a Tishtrya/Tir y, por eso, son nombrados en honor a la entidad. En el calendario iraní civil, el cual hereda los nombres de sus meses del calendario zoroastro, asimismo el cuarto mes se llama Tir.
Durante el imperio aqueménida, Tishtrya era combinado con Nabu-*Tiri semítico y llegó a ser asociado con Sirio. Tiregan, un festival previamente asociado a *Tiri (nombre reconstruido), también fue transferido a Tishtrya. 
En el período helenístico, Tishtrya llegó a ser asociado a Apolo, el patrón de Delfos, y por consiguiente, una divinidad de oráculos. 